# Damar (Kansas)
Damar és una població dels Estats Units a l'estat de Kansas. Segons el cens del 2000 tenia 155 habitants.

## Demografia
Segons el cens del 2000, Damar tenia 155 habitants, 64 habitatges, i 41 famílies. La densitat de població era de 315 habitants per km².
Dels 64 habitatges en un 28,1% hi vivien nens de menys de 18 anys, en un 54,7% hi vivien parelles casades, en un 4,7% dones solteres, i en un 34,4% no eren unitats familiars. En el 29,7% dels habitatges hi vivien persones soles el 26,6% de les quals corresponia a persones de 65 anys o més que vivien soles. El nombre mitjà de persones vivint en cada habitatge era de 2,42 i el nombre mitjà de persones que vivien en cada família era de 3,05.
Per edats la població es repartia de la següent manera: un 29,7% tenia menys de 18 anys, un 5,2% entre 18 i 24, un 23,9% entre 25 i 44, un 12,3% de 45 a 60 i un 29% 65 anys o més.
L'edat mediana era de 40 anys. Per cada 100 dones de 18 o més anys hi havia 81,7 homes.
La renda mediana per habitatge era de 27.917 $ i la renda mediana per família de 31.563 $. Els homes tenien una renda mediana de 25.625 $ mentre que les dones 9.583 $. La renda per capita de la població era d'11.796 $. Entorn del 9,3% de les famílies i el 7,1% de la població estaven per davall del llindar de pobresa.

## Poblacions més properes
El següent diagrama mostra les poblacions més properes.